# Erasmus Reinhold
Erasmus Reinhold (22 de octubre de 1511 - 9 de febrero de 1553) fue un astrónomo y matemático alemán, considerado como el pedagogo astronómico más influyente de su generación. Nació y murió en Saalfeld, Sajonia.

## Semblanza
Reinhold fue educado, bajo Jacob Milich, en la Universidad Martin Luther de Halle-Wittenberg, en donde fue elegido primer decano y luego fue rector. En 1536, fue nombrado profesor de matemáticas superiores por Philipp Melanchthon. En contraste con la moderna definición, la "matemática" en su momento también incluían matemáticas aplicada, especialmente la astronomía. Su colega, Georg Joachim Rheticus, también estudió en Wittenberg y fue elegido profesor en 1536.
Reinhold catalogó un gran número de estrellas. Sus publicaciones sobre astronomía incluye comentarios en Theoricae novae planetarum de Georg von Peuerbach. Reinhold sabía sobre las ideas heliocéntricas de Nicolás Copérnico antes de la publicación De revolutionibus. Sin embargo, pese a que usó el sistema heliocéntrico y los métodos matemáticos de Copérnico para el cálculo y predicción de posiciones planetarias, rechazó la cosmología heliocéntrica por motivos físicos y teológicos.
El Duque Alberto I de Prusia apoyó a Reinhold y financió la impresión de Prutenicae Tabulae o Tablas prusianas. Estas tablas astronómicas ayudaron a difundir los métodos de cálculo de Copérnico en todo el Imperio, sin embargo, Gingerich señala que mostraron una "notable falta de compromiso" de la teoría heliocéntrica.
Fueron las anotaciones de Reinhold de De revolutionibus en el Observatorio Real de Edimburgo que comenzó Owen Gingerich en su búsqueda de copias de la primera y segunda edición que él describe en The book nobody read. En los comentarios no publicados de Reinhold de De revolutionibus, calculó la distancia desde la Tierra al sol.

## Trabajos
- Prutenicae tabulae coelestium motuum. Wittenberg 1551, Tübingen 1574, Wittenberg 1584
- Primus liber tabularum directioum, accedunt canon foecundus ad singular scrupula quadrantis propagates et nova tabula climatum, parallellorum et urbrarum et appendix canonum secundi libri directionum qui in Regimontani opera desiderantur. Tübingen 1554
- Theoricae novae planetarum, figures et scholiis auctae. Wittenberg 1542, Paris 1543, Wittenberg 1580
- Gründlicher wahrer Bericht vom Feldmessen ... Erfurt 1574

## Eponimia
- Su nombre fue dado al cráter lunar Reinhold,[4] que se encuentra en el sursudoeste del cráter Copernicus, en el Mare Insularum.